# Madecorphnus simplex
Madecorphnus simplex är en skalbaggsart som beskrevs av Frolov 2010. Madecorphnus simplex ingår i släktet Madecorphnus och familjen Orphnidae. Inga underarter finns listade i Catalogue of Life.